# Abiodun Idowu
Abiodun Idowu (24 dicembre 1969) è un ex calciatore ed ex giocatore di calcio a 5 nigeriano, di ruolo difensore.

## Carriera
Come calciatore ha disputato due partite valide per le qualificazioni ai mondiali di Italia '90. Come massimo riconoscimento in carriera vanta la partecipazione, con la Nazionale di calcio a 5 della Nigeria, al FIFA Futsal World Championship 1992 a Hong Kong dove la selezione africana è stata eliminata al primo turno giungendo ultima nel girone con Argentina, Polonia e Hong Kong.